# Estació de Monforte de Lemos
L'Estació de Monforte de Lemos és l'estació de ferrocarril més important de la província de Lugo, situada a la ciutat de Monforte de Lemos, i una de les més importants i amb major trànsit de passatgers de Galícia a causa de la confluència de les línies la Corunya-Lleó i Monforte-Redondela. Té serveis regionals i de llarga distància, i està prevista la construcció d'una nova estació al nord-est de la ciutat pels serveis d'alta velocitat que tindrà la ciutat en el futur.

## Història
Inaugurada el 1883 pel rei Alfons XIII, i un dels motius de la concessió a Monforte de Lemos del títol de "ciutat", amb vista al seu progrés, augment de la seva indústria, i en especial els seus esforços en els treballs del ferrocarril, l'estació va ser l'autèntic motor de l'economia de la ciutat, fins que reestructuracions van desplaçar gran part del nus ferroviari existent, a més del lloc de comandament, a la ciutat d'Ourense, mentre que l'únic taller de reparació de Màquines de Galícia, va ser traslladat a Lleó; això va comportar un període de decadència econòmica a la ciutat gallega. Actualment, encara es mantenen en funcionament una part d'aquests tallers. Algunes de les infraestructures que van caure en desús, com ho és el dipòsit de màquines, han estat objecte de remodelació i alberguen actualment el Museu del Ferrocarril de Galícia.

## Informació
- Adreça: Praza da Estación, s/n. 27400 Monforte de Lemos.
- Telèfon d'Informació al Client: 902 240202
- Més informació a: Renfe

Es pot accedir a l'estació des dels carrers d'A Coruña, Concepción Arenal, Leopoldo Calvo-Sotelo i Rosalía de Castro.

## Trens

### Mitjana Distància
| Línia | Trens            | Origen/destinació | Destinació/origen        |
| ----- | ---------------- | ----------------- | ------------------------ |
| 4     | MD               | A Coruña          | terminal Ourense-Empalme |
| 6     | Intercity        | Vigo              | Lleó Madrid-Chamartín    |
| 6     | Regional Express | Vigo              | Lleó                     |

### Llarga Distància
Un dels trens que paren aquí, el Trenhotel Galícia, es divideix en dos per continuar cap a A Coruña o cap a Vigo. Aquesta divisió fa que un d'ells estigui aturat durant 15-20 minuts. És important assenyalar que la línia que es dirigeix a A Coruña no té electrificació, pel que qualsevol tren que portés locomotora elèctrica ha de canviar per una dièsel, mentre que la línia que té com a destinació Vigo disposa de via electrificada fins al final, però els trens procedents de Lleó han d'invertir el sentit de la marxa en aquesta estació i situar la locomotora d'un extrem de la composició a l'altre.
| Tren                | Origen/destinació | Parades Intermèdies | Destinació/origen | Observacions                 |
| ------------------- | ----------------- | --- | ----------------- | ---------------------------- |
| Alvia               | Ferrol            | Pontedeume · Betanzos-Cidade · Betanzos-Infesta · Curtis · Teixeiro · Guitiriz · Lugo · Sarria · Monforte de Lemos · Ourense-Empalme · A Gudiña · Puebla de Sanabria · Zamora · Medina del Campo · Segovia-Guiomar | Madrid-Chamartín  | 2 trens diaris per sentit    |
| Alvia               | A Coruña          | Santiago de Compostela · Ourense-Empalme · Monforte de Lemos · San Clodio-Quiroga · A Rúa-Petín · O Barco de Valdeorras · Ponferrada · Bembibre · Astorga · León · Sahagún · Palència · Burgos-Rosa de Lima · Miranda de Ebro · Vitòria · Pamplona · Tafalla · Castejón de Ebro · Tudela de Navarra · Saragossa-Delicias · Lleida Pirineus · Camp de Tarragona | Barcelona-Sants   | 4 trens setmanals per sentit |
| Alvia               | Vigo-Guixar       | Redondela · O Porriño · Ourense-Empalme · Monforte de Lemos · San Clodio-Quiroga · A Rúa-Petín · O Barco de Valdeorras · Ponferrada · Bembibre · Astorga · León · Sahagún · Palència · Burgos-Rosa de Lima · Miranda de Ebro · Vitòria · Pamplona · Tafalla · Castejón de Ebro · Tudela de Navarra · Saragossa-Delicias · Lleida Pirineus · Camp de Tarragona  | Barcelona-Sants   | 3 trens setmanals per sentit |
| Intercity           | A Coruña          | Santiago de Compostela · O Carballiño · Ourense-Empalme · Monforte de Lemos · San Clodio-Quiroga · A Rúa-Petín · O Barco de Valdeorras · Ponferrada · Bembibre · Astorga · León · Sahagún · Palència · Burgos-Rosa de Lima · Briviesca · Miranda de Ebro · Vitòria · Altsasu · Zumarraga · Sant Sebastià · Irun                                                | Hendaia           | 1 tren diari per sentit      |
| Intercity           | Vigo-Guixar       | Redondela · Guillarei · Ourense-Empalme · Monforte de Lemos · San Clodio-Quiroga · A Rúa-Petín · O Barco de Valdeorras · Ponferrada · Bembibre · Astorga · León · Sahagún · Palència · Burgos-Rosa de Lima · Briviesca · Miranda de Ebro · Laudio | Bilbao-Abando     | 1 tren diari per sentit      |
| Trenhotel Atlántico | Ferrol            | Pontedeume · Betanzos-Cidade · Betanzos-Infesta · Curtis · Guitiriz · Lugo · Sarria · Monforte de Lemos · San Clodio-Quiroga · A Rúa-Petín · O Barco de Valdeorras · Ponferrada · Bembibre · Astorga · Veguellina · León · Sahagún · Palència · Venta de Baños · Valladolid-Campo Grande · Medina del Campo · Àvila                                            | Madrid-Chamartín  | 6 trens setmanals per sentit |
| Trenhotel Galicia   | A Coruña          | Betanzos-Infesta · Curtis · Lugo · Sarria · Monforte de Lemos · San Clodio-Quiroga · A Rúa-Petín · O Barco de Valdeorras · Ponferrada · Astorga · León · Palència · Burgos-Rosa de Lima · Logronyo · Castejón de Ebro · Tudela de Navarra · Saragossa-Delicias · Lleida Pirineus · Camp de Tarragona                                                           | Barcelona-Sants   | 1 tren diari per sentit      |
| Trenhotel Galicia   | Vigo-Guixar       | Redondela · O Porriño · Guillarei · Ourense-Empalme · Monforte de Lemos · San Clodio-Quiroga · A Rúa-Petín · O Barco de Valdeorras · Ponferrada · Astorga · León · Palència · Burgos-Rosa de Lima · Logronyo · Castejón de Ebro · Tudela de Navarra · Saragossa-Delicias · Lleida Pirineus · Camp de Tarragona                                                 | Barcelona-Sants   | 1 tren diari per sentit      |